# Georg Simmel
Georg Simmel (Berlin, 1858. március 1. – Strasbourg, 1918. szeptember 26.) német filozófus, szociológus, pszichológus és kritikus.

## Élete és munkássága
Simmel a német szociológusok első generációjához tartozott: az ő neokantiánus megközelítése fektette le a szociológiai antipozitivizmus alapjait, feltéve a kérdést: „Mi a társadalom?”, közvetlenül utalva Immanuel Kant kérdésére: „Mi a természet?”, úttörő elemzéseket felmutatva a társas egyéniség és fragmentáció témájában. Simmel számára a kultúra egyenlő „az egyének művelése külső formák hatóerején keresztül, melyek tárgyiasultak a történelem folyamán”. Simmel társadalmi és kulturális jelenségeket vizsgált „formák” és „tartalmak” alapján, melyek között a kapcsolat nem állandósult: a forma tartalommá válhat és fordítva, a szövegkörnyezettől függően. Ebben az értelemben a társas tudományokban az érvelés strukturalista stílusainak előfutára volt. A világvárosról írt művével Simmel a városi szociológia, a szimbolikus interakcionizmus és a társas hálózat elemzésének hírnöke volt.
Max Weber ismerőseként Simmel a személyi jegyek témájában írt oly módon, hogy az a szociológiailag „ideális típus”-ra emlékeztetett. Általánosan elutasította az akadémiai szabványokat, azonban filozófikusan magába foglalta az olyan témákat, mint például az érzelem és a romantikus szerelem. Mind Simmel, mind pedig Weber nonpozitivista elmélete a Frankfurti Iskola eklektikus kritikai elméletét hangoztatta.

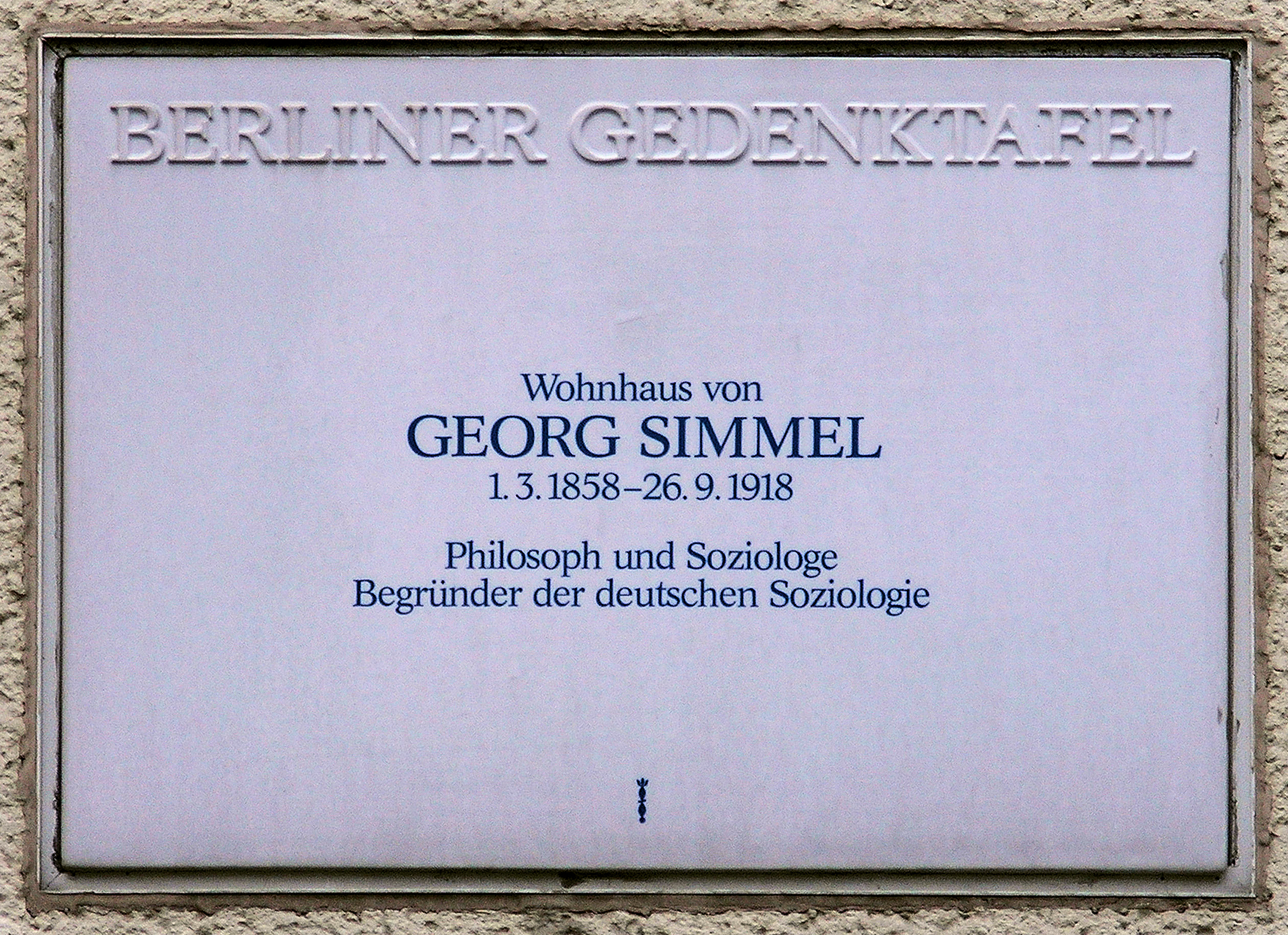
Emléktábla berlini lakóházának falán

Manapság Simmel leghíresebb művei: A történelem filozófiájának problémái (1892), A pénz filozófiája (1900), A világváros és a szellemi élet (1903), a Szociológia (1908) és A szociológia alapvető kérdései (1917). Továbbá terjedelmesen írt Arthur Schopenhauer és Friedrich Nietzsche filozófiájáról, csakúgy, mint a művészetről. A legismertebb könyve ebben a témában a Rembrandt : egy esszé a művészet filozófiájában (1916).

## Életútja
Georg Simmel Németországban, Berlinben született egy hétgyermekes család legkisebb gyermekeként. Apja egy sikeres csokoládégyárat alapított, és 1874-ben meghalt, jókora örökséget hagyva maga után. Julius Friedländer, egy nemzetközi zenei kiadó alapítója később örökbe fogadta Georgot, és nagy vagyont adományozott neki, mely lehetővé tette, hogy tanuljon. A vallási háttere összetett, egy sikeres zsidó kereskedő családba született, de az apja áttért a római katolikus hitre. Az anyjának a családja eredetileg zsidó volt, de az asszony evangélikus lett. Georg Simmelt viszont gyermekkorában protestánsnak keresztelték. 1890-ben feleségül vette Gertrud Kinelt. Önmagát filozófusnak vallva, Gertrud Simmel néven, illetve Marie-Luise Enckendorf álnéven publikált. Csendes polgári életet éltek. Otthonuk a szellemi élet összejöveteleinek színhelyévé vált a szalonok hagyománya szerint. Egy fiuk volt, Hans Eugen.
Simmel a Berlini Egyetemen tanult filozófiát és történelmet. 1881-ben megkapta a doktori fokozatát, amit Immanuel Kant anyagfilozófiájáról írt, melynek egy részét rögtön kiadták The Nature of Matter According to Kant's Physical Monadology címen. 1885-ben a Berlini Egyetem kinevezett egyetemi oktató fokozatát kapta meg, hivatalosan filozófia órákat, de ezen kívül még etika, logika, pesszimizmus, művészet, pszichológia és szociológia előadásokat is tartott. Az előadásai nemcsak az egyetemen belül voltak népszerűek, hanem Berlin szellemi elitjét is elkápráztatták. Annak ellenére, hogy Max Weber támogatta a német egyetemek megüresedett posztjaira való bejutásban, Simmel mindig is egy akadémiai kívülálló maradt. 1901-ben nevezték ki docenssé. Ebben az időben Európa- és Amerika-szerte elismert volt, és nagy tekintélynek örvendett. Igen ismert volt újságokban és folyóiratokban megjelent cikkei révén is.
Sokára sikerült csak elismertséget szereznie akadémiai körökben, még annak ellenére is, hogy támogatói között olyan neves személyek voltak, mint Max Weber, Rainer Maria Rilke, Stefan George és Edmund Husserl. Részben zsidóként néztek rá az antiszemitizmus korszakában, de legfőképp azért, mert cikkeivel a nagyközönséget célozta meg, és nem a szaktekintélyeket. Ez más szakmabeliek részéről elutasító ítéletek kinyilvánításához vezetett. Mindazonáltal folytatta intellektuális és akadémiai munkásságát, művészeti társaságokban vett részt, és Ferdinand Tönnies-szel és Max Weberrel társalapítója volt a Német Szociológiai Társaságnak. Annak köszönhető, hogy az egyetem, a társadalom, a művészetek és a filozófia metszéspontjába került az élete, mert kijelölt őrangyala ráhagyta jelentős vagyonát.
1914-ben Simmel kapott egyetemi tanári állást az akkori Német Strasbourgi Egyetemen, de ott nem érezte otthonosan magát. Az I. világháború kitörése miatt minden akadémiai tevékenységet felfüggesztettek, mivel az előadó termeket katonai kórházakká alakították. 1915-ben pályázott – sikertelenül – a Heidelbergi Egyetem egyetemi tanári állására.
Az I. világháború kitörése előtt Simmel valójában nem érdeklődött a kortárs történelem iránt, hanem inkább korának művészete és filozófiájának egymásra hatása foglalkoztatta. Azonban a háború kitörése mindezt megváltoztatta. Egymásnak ellentmondó vélemények fűződnek a nevéhez: „Németország belső átformálódása”- ideológiai támogatójaként tárgyilagosabban viszonyult az „Európa ideája” elvhez; „a kultúra válsága” elméletet pedig bírálta. Végül Simmel belefáradt a háborúba, főleg élete utolsó évében. Már nem olvasott újságot, és visszavonult a Fekete-erdőbe, hogy befejezze könyvét. Röviddel a háború befejezése előtt, 1918-ban májtumor következtében hunyt el Strasbourgban.

## Simmel elméletének alapjai

### Legfontosabb témái
Simmel munkásságában négy alapvető terület van. Elsőként a társas élet pszichológiai működéseiről alkotott feltevései. Az érdeklődési körében a második a személyek közötti kapcsolatok szociológiai működései. A harmadik témakör: korának társadalmi és kulturális szellemiségének szerkezete és változásai. Átvette a kiemelkedés alapelvét, miszerint a magasabb szintek kiemelkednek az alacsonyabb szintekből. Negyedikként foglalkozott az emberiség természetének és elkerülhetetlen sorsának témájával. A legaprólékosabb munkája a különböző típusú emberek közötti interakcióval és formákkal foglalkozik. Ezek a formák magukban foglalják az alárendelést, a fölérendelést, a cserét, a konfliktust és a társas hajlamot.

### Dialektikus gondolkodás
A dialektikus megközelítés multikauzális és többirányú, ami magába olvaszt tényeket és értékeket, visszautasítja azt az eszmét, miszerint a társas jelenségek között élesen elváló határvonalak vannak, társas kapcsolatokra összpontosít, nem csak a jelenre tekint, hanem a múltra és jövőre is, és egyforma fontosságot tulajdonít a konfliktusoknak és ellentmondásoknak. Simmel szociológiája a kapcsolatokkal foglalkozik, különösen az interakcióval, és módszertani kapcsolatelemzőként tartották számon. Alapelve az volt, hogy minden kapcsolatba lép minden mással valamilyen módon. Összegezve leginkább a dualizmusok, konfliktusok, ellentmondások érdekelték attól függően, hogy a társas érintkezés éppen melyik területén dolgozott.

### Társas hajlam
Simmel többször hivatkozik a társas érintkezés összes formájára, mely által egy bizonyos számú, addig önálló egyénből társadalom formálódik. Ezt ő egyénekből álló, „magasabb rendű egységként” jellemzi. Különösen lenyűgözte az „emberben végbemenő társas hajlamra való ösztönzés”. Ezt a következőképpen írja le: „olyan társas érintkezés, amely által az egyének magányossága társaságban, a többiekkel való egységben oldódik fel”; egy olyan folyamat, mely által „a társas hajlamra való ösztönzés, hogy úgy mondjam, leszűri a társas kapcsolatok tiszta formáját a társas élet realitásából.” Ezáltal egység képződik, melyet Simmel így jellemez: „az egyének egymástól való függésének kölcsönhatása.”
A társas hajlamot ekképp határozza meg: „a társas kapcsolatok játékformája, melyet a barátság, fajfenntartás, szívélyesség és mindenféle vonzalom vezérel”. Annak érdekében, hogy ez a szabad társas kapcsolat megvalósuljon, Simmel szerint „a személyiségeknek tilos túlontúl egyénileg kihangsúlyozni magukat… azaz túlzott fesztelenséggel vagy agresszióval viseltetni.” Tovább folytatva, „ez a társas hajlamú világ… az egyenlők demokráciája… súrlódások nélkül,” mindaddig, amíg az emberek összekeverednek a szeretet és vidámság jegyében, hogy maguk közt előidézzenek egy olyan tiszta kölcsönhatást, melyet nem szennyez be semminemű anyagiasság. S minthogy elég sok társas kölcsönhatás nem ilyen finom jellegű, az embernek arra kell gondolnia, hogy Simmel az emberi kapcsolatok legjobb – de semmi esetre sem a legtipikusabb vagy átlagos - típusairól valamelyest idealizált véleményét írja le.
Ugyanez mondható el Simmelről, mikor azt mondja, hogy „az igazi egyének életereje, minden érzékenységükkel és vonzalmaikkal, ösztönzéseik és meggyőződéseik teljességében is nem más, mint egy életszimbólum, amint az megmutatkozik egy kevéssé lehengerlő színdarabban. Ide vonatkozik még azon megállapítása, miszerint „egy szimbolikus színjáték, melynek esztétikai bájában a társas lét és annak minden gazdagságának a legmesszemenőbbig finomított dinamikája van egybe gyűjtve”. Újra csak arra a következtetésre kell jutnunk, hogy az emberi kölcsönhatásokat írja le azok idealizált legjobb állapotában, tehát nem a legtipikusabbakban, melyek bizony igen messze állnak az ő leírásaitól.

## Társas mértan

### Diád és Triád
A diád két emberből, a triád háromból álló csoport. A diádban az egyén képes megtartani az ő egyéniségét. Nincs ugyanis egy harmadik személy, aki elmozdítsa a csoport egyensúlyát, megengedve ezáltal, hogy a diád tagjai megtartsák személyiségüket. A triádban megformálódik egy diád, fenyegetve ezáltal az egyedül maradó egyéniség függetlenségét és alárendeltekké teszi őket. Úgy tűnik, ez alapvető társadalmi összetevő, mely struktúrává válik. Sajnos, amint a csoport (struktúra) egyre nagyobbá válik, az egyén úgy válik egyre elkülönülőbbé, magányosabbá, elszigeteltebbé. Simmel nézete némiképp kétértelmű a csoport méretét tekintve. Egyrészről, erősen hitte, hogy minél nagyobb a csoport, annál jobb az egyénnek. Egy nagyobb csoportban nehezebb az akaratot rákényszeríteni az egyénre, másrészről viszont egy nagy csoportban az egyénnek több lehetősége van megmaradni távolinak és személytelennek. Ezért ahhoz, hogy egy nagy csoportban hatást érhessen el az egyén, egy kisebb csoport részesévé kell válnia, pl. egy családnak.

### Távolság
Valaminek az értékét az adja meg, hogy milyen messzire van az adott személytől. Simmel a The Stranger (Az idegen) című művében azt fejtegeti, hogy ha egy személy túl közel van a végrehajtóhoz, már nem tekinthető idegennek, ha viszont túl messze vannak egymástól, már nem tartoznak a csoporthoz. A csoporttól bizonyos, meghatározott távolság az, ami engedélyt ad az egyénnek arra, hogy a csoport más tagjaival tárgyilagos kapcsolata lehessen.

## Simmel a világvárosról
Simmel egyik legismertebb esszéje A világváros és a szellemi élet (Die Großstadt und das Geistesleben) 1903-ból, amit eredetileg egy előadás-sorozatként adott le a városi élet minden szempontját elemezve tudományos, vallási és művészeti oldalról. A sorozatot az 1903-as drezdai városok kiállításával együtt szervezték meg. Eredetileg Simmelt egy előadás megtartására kérték fel a nagyvárosi intellektuális élet szerepéről, de ő felcserélte a témát, oly módon, hogy a nagyváros az egyén elméjére gyakorolt hatásait elemezze. Ennek eredményeképpen, mikor az előadások egy esszégyűjteményben a nagyközönség elé kerültek, a hézagot kitöltendő, a szerkesztő az eredeti témáról is írt egy esszét.
A világváros és szellemi élet nem részesült különös elismerésben Simmel életében. A kiállítás szervezői túlhangsúlyozták az esszék negatív kritikáit a nagyvárosi életről, pedig Simmel maga is rámutatott pozitív átalakulásokra. Az 1920-as évek alatt az esszé nagy hatással volt Robert E. Parkra és más amerikai szociológusokra is, akik a Chicagói Egyetemen dolgoztak, összefoglaló néven őket a „Chicagoi Iskola” –ként ismerjük. Az 1950-es években szélesebb körben elterjedt, mikorra angolra is lefordították, és Kurt Wolff szerkesztői munkája részeként kiadták The Sociology of Georg Simmel címen. Manapság rendszeresen megjelenik városi tanulmányok és építészettörténeti kurzusok olvasmánylistáin. Azonban fontos kiemelni, hogy a „blasé” (megcsömörlött, belefásult) fogalom nem a közép- vagy végpontja az esszének, hanem az elme egy visszafordíthatatlan átalakulásában való állapot-sorozatának leírása. Más szóval, Simmel nem egyértelműen mondja ki, hogy a nagyváros csupa negatív hatással van az ember elméjére vagy énjére, még ha azt is sugallja, hogy maradandó változásokon megy keresztül. Talán ez a kettősség adott az esszének maradandó helyet a világvárosról való értekezésben.

## A pénz filozófiája
Több munka által a élethez még több pénzt halmoznak fel az emberek. Az emberek hiszik, hogy értéket képviselnek a tárgyak, az objektumok felhalmozásával, majd megpróbálják legyőzni a távolságot. Ugyanekkor a tárgyak felhalmozása közepette nem veszik észre az (emberi, erkölcsi) értékeket. Az idő, az áldozat, a nehézségek leküzdése számít az objektumok megszerzése közepette.
A városi élet nagyobb munkamegosztáshoz, s megnövekedett pénzforgalomhoz vezet. A pénzügyi tranzakciók növekedései hangsúlyeltolódásokat okoznak, előtérbe kerülnek a pénzügyek és háttérbe az érzelmek.

## Az Idegen
Ismét Simmel távolság fogalma kerül szóba. Simmel azonosít egy idegent, mint egy személyt, aki messze van, de időben közel. Az idegen véleménye nem sokat számít, mert az ő kapcsolata hiányzik a helyi társadalommal. Ő képvisel egy bizonyos objektivitást, amely lehetővé teszi neki, hogy elfogulatlan legyen és szabadon döntsön, félelem nélkül. Ő egyszerűen csak lát, gondolkodik és dönt, anélkül, hogy befolyásolta volna mások véleménye. A pre-modern társadalmakban legtöbb idegen a kereskedelemben élt vagy később a bírák közt, hogy a helyi konfliktusokat pártatlanul tudja szemlélni, s ítéletet alkotni.

## Simmel a titokról
Kis csoportokban titkok nem szükségesek, mert ott mindenki igen hasonló. A nagyobb csoportokat tekintve szükség van titkokra, mert mindenki nagyon más. A titkos társaságok szükségességét a társadalom igényli, ezek tartják fent a feszültséget. Még a házasságban is kell léteznie titoknak, mert anélkül unalmas, minden izgalmát elveszíti, egy közös titok lehetővé teszi az erős „mi érzést.”
A modern világ nagyban függ a tisztességtől és a hazugságtól, s ez pusztítóbb lehet, mint korábban. Most a pénz szerves része az emberi értékeknek és hiedelmeknek, a titkokat nem mindig, de a csendet meg lehet vásárolni.

## Simmel a divatról
Divat egyfajta társadalmi kapcsolat, amely lehetővé teszi azok számára, akik szeretnék, hogy megfeleljenek egy csoport igényeinek. Azt is lehetővé teszi, hogy néhány individualista eltérjen a normától. A kezdeti szakaszban mindenki elfogadja, ami divatos és azok, akik eltérnek azt szeretnék, hogy a divat fogadjon el egy teljesen új képet arról, hogy mit tekintenek divatnak. George Ritzer írja, hogy Simmel szerint vannak, akik követik a divatot és vannak, akik utánozzák. Akik megpróbálnak mások, azaz egyediek (unique) lenni, azok egy új csoport részévé válnak különböző feliratokkal, jelszavakkal.

## Kötetei Magyarországon
Filozófia, művészetfilozófiai, szociológiai, pszichológiai munkái elsősorban eredeti német nyelvű és kiadású kötetekben kerültek be hazánk közkönyvtáraiba, de hozzáférhető angol nyelvű, sőt néhány francia nyelvű kiadás is. Az utóbbi évtizedekben főleg szociológiai, művészetfilozófiai és pszichológiai munkáiból adtak közre fordításokat magyar nyelven:
- Válogatott társadalomelméleti tanulmányok ; [összeáll. és a bev. tan. írta Somlai Péter] ; [ford. Berényi Gábor]. Budapest : Gondolat, 1973 (Társadalomtudományi könyvtár) 559 p. (Újra közreadva 2001)
- Rembrandt : művészetfilozófiai kísérlet ; [ford., a szöveget gond., a képeket vál. és az utószót írta Berényi Gábor]. Budapest : Corvina, 1986 (Művészet és elmélet) 163 p., [40] t. ill.
- Velence, Firenze, Róma. Művészetelméleti írások (vál. és ford. Berényi Gábor), Atlantisz Könyvkiadó, 1990 (Világváros), ISBN 9630286661, 164 p.
- A kacérság lélektana (vál. és ford. Berényi Gábor, ford. Bognár Virág), Atlantisz Könyvkiadó, Budapest, 1996 (Veszedelmes viszonyok), ISBN 9630286653, 131 p.
- A pénz filozófiája; [ford. Berényi Gábor]. Budapest : Osiris, 2004 (Sapientia humana) 650 p.
- A társadalmi differenciálódásról : szociológiai és pszichológiai vizsgálódások; [ford. és utószót írta Weiss János]. Budapest : Gondolat, 2009 (Társadalomtudományi könyvtár) 185 p.
- A halál filozófiai megszólításai : Sören Kierkegaard, Max Scheler, Georg Simmel, Miguel de Unamuno írásai a halálról / [ford. és az utószót írta Csejtei Dezső és Juhász Anikó]. Budapest : L'Harmattan Könyvkiadó és Terjesztő Kft, 2011. 176 p.
- Schopenhauer és Nietzsche; ford. Berényi Gábor; Gondolat Budapest, 2020

## Fordítás
- Ez a szócikk részben vagy egészben a Georg Simmel című angol Wikipédia-szócikk fordításán alapul.  Az eredeti cikk szerkesztőit annak laptörténete sorolja fel. Ez a jelzés csupán a megfogalmazás eredetét és a szerzői jogokat jelzi, nem szolgál a cikkben szereplő információk forrásmegjelöléseként.